# Thomas Tharayil (Geistlicher, 1972)
Thomas Joseph Tharayil (* 2. Februar 1972 in Changanacherry, Indien) ist ein indischer syro-malabarischer Geistlicher und  Erzbischof von Changanacherry.

## Leben
Thomas Tharayil empfing am 1. Januar 2000 durch Erzbischof Joseph Powathil das Sakrament der Priesterweihe für die Erzeparchie Changanacherry.
Papst Franziskus ernannte ihn am 14. Januar 2017 zum Titularbischof von Agrippias und zum Weihbischof in Changanacherry. Der Erzbischof von Changanacherry, Joseph Perumthottam, spendete ihm am 23. April desselben Jahres die Bischofsweihe. Mitkonsekratoren waren dessen Amtsvorgänger Joseph Powathil und der Bischof von Palai, Joseph Kallarangatt.
Am 30. August 2024 gab das Presseamt des Heiligen Stuhls seine Wahl zum Erzbischof von Changanacherry durch die Synode der syro-malabarischen Kirche bekannt. Die Amtseinführung fand am 31. Oktober desselben Jahres statt.